# Liste der Bodendenkmäler in Lindenberg im Allgäu
Auf dieser Seite sind die Bodendenkmäler in der schwäbischen Stadt Lindenberg im Allgäu zusammengestellt. Diese Tabelle ist eine Teilliste der Liste der Bodendenkmäler in Bayern. Grundlage ist die Bayerische Denkmalliste, die auf Basis des Bayerischen Denkmalschutzgesetzes vom 1. Oktober 1973 erstmals erstellt wurde und seither durch das Bayerische Landesamt für Denkmalpflege geführt wird. Die folgenden Angaben ersetzen nicht die rechtsverbindliche Auskunft der Denkmalschutzbehörde.

## Bodendenkmäler in Lindenberg im Allgäu
| Lage                                  | Objekt | Akten-Nr.     | Bild           |
| ------------------------------------- | --- | ------------- | -------------- |
| Ratzenberg (Standort)                 | Burgstall Ratzenberg→Mittelalterlicher Burgstall.                                                                                         | D-7-8325-0035 | weitere Bilder |
| Lindenberg Antoniusplatz 1 (Standort) | Alte Pfarrkirche St. Peter und Paul (Aureliuskirche)→Mittelalterliche und frühneuzeitliche Befunde im Bereich der alten Kath. Pfarrkirche | D-7-8325-0051 | weitere Bilder |